# Imambara Bara

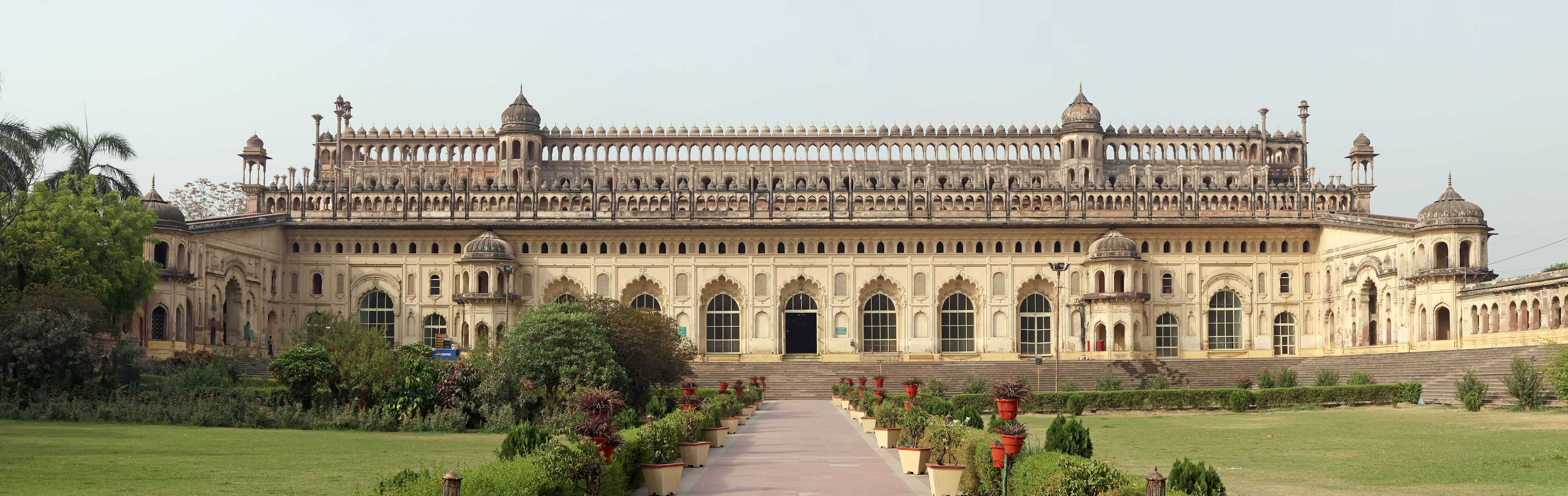
Imambara Bada (bâtiment principal)

L’Imambara Bara (ourdou : بڑا امامباڑا, hindi : बड़ा इमामबाड़ा, litt : le grand imambara) est un imambara (ou hosseiniyeh) situé à Lucknow dans l'Uttar Pradesh. Aussi connu sous le nom d’Imambara Asafi, il fut construit par Asaf al-Daula, nawab de Lucknow. Devenu mausolée de ce dernier, il est célèbre pour abriter le Bhool Bhulaiya, un gigantesque labyrinthe. C'est également l'un des plus grands bâtiments de la ville de Lucknow.

## Construction

Plan de l'Imambara Bara

La construction débuta en 1784, année de grande famine. L'objectif d'Asaf al-Daula, initiateur de ce projet grandiose, était alors de trouver un emploi stable pour les habitants de la région pour au moins une décennie, le temps que la famine s'arrête. Il est raconté que les gens du peuple venaient bâtir l'édifice de jour et qu'à la tombée de la nuit les nobles venaient détruire ce qui avait été accompli. L'imambara fut ainsi achevé en 1798 et coûta au Nawab entre 500 000 et un million de roupies. Même après la fin des travaux, celui-ci continua de dépenser des centaines de milliers de roupies afin de décorer l'édifice. Le bâtiment principal est construit en briques enduites de chaux et ne comporte aucune partie en bois (à part pour les galeries). Le complexe comporte, en plus du bâtiment principal et du labyrinthe, la mosquée Asafi ainsi qu'un bâoli.

## Architecture

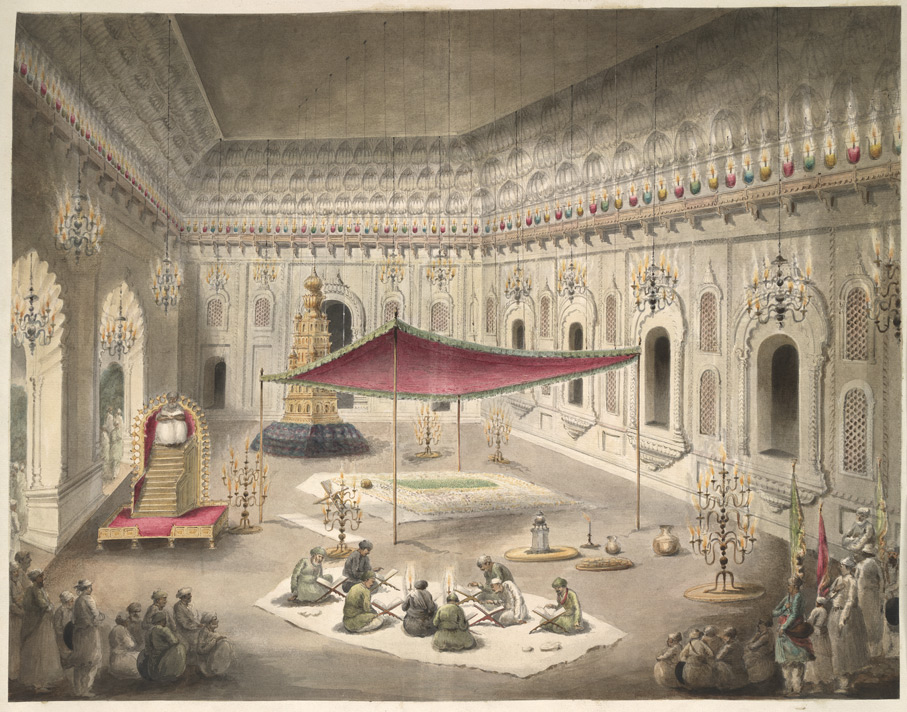
Tombe d’Asaf-ud-Daula, aquarelle de Seeta Ram, c.1814-15.

L'Imambara Bara fut conçu par Hafiz Kifayat Ullah Shahjahanabadi. L’architecture du complexe reflète un style moghol arrivé à maturité. C’est également l’un des derniers grands bâtiments indiens à ne comporter aucun élément architectural européen et à ne pas utiliser de fer. La pièce principale de l’imambara consiste en une grande chambre voutée contenant la tombe d’Asaf al-Daula. Haute de plus de quinze mètres et longue de cinquante, elle ne comporte aucune poutre. La pièce est entourée par huit chambres de hauteur variable, de sorte que l’espace libéré a permis la construction du labyrinthe. Les mille passages du labyrinthes sont reliés entre eux par 486 portes identiques, aussi il est très facile de s’y perdre. Ce labyrinthe, appelé Bhool Bhulaiya, est une attraction touristique populaire, car il est probablement le seul labyrinthe existant en Inde. Cependant celui-ci n’a pas été construit dans ce but ; il sert en effet à soutenir le bâtiment, qui est construit sur des sols marécageux.

## Légendes
Quelques passages secrets existent sous le complexe. Cependant, après avoir été longtemps laissés à l'abandon, ces derniers ont été scellés de peur que les gens ne s'y perdent. La légende raconte en effet que ces tunnels mèneraient jusqu'à Faizabad ou même jusqu'à Delhi d'après les rumeurs les plus folles.

## Galerie

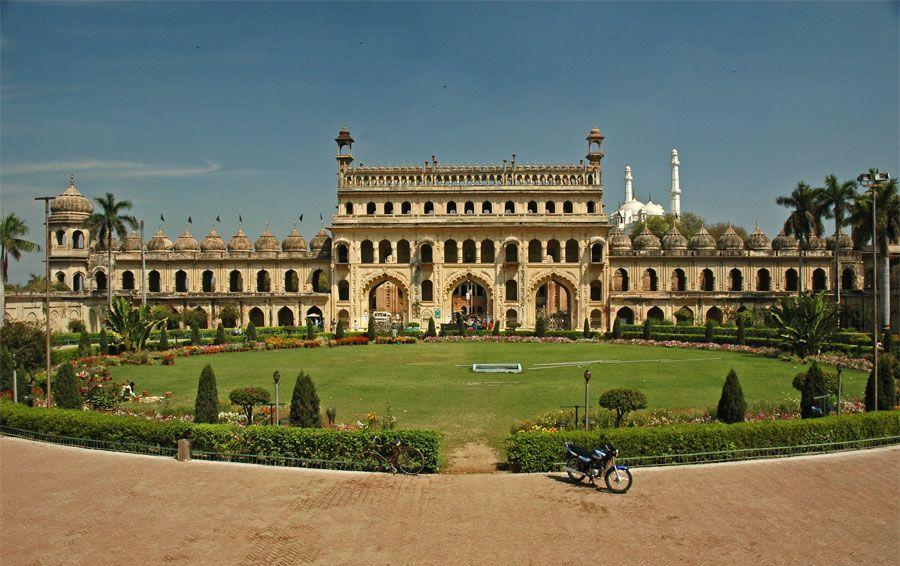
Entrée
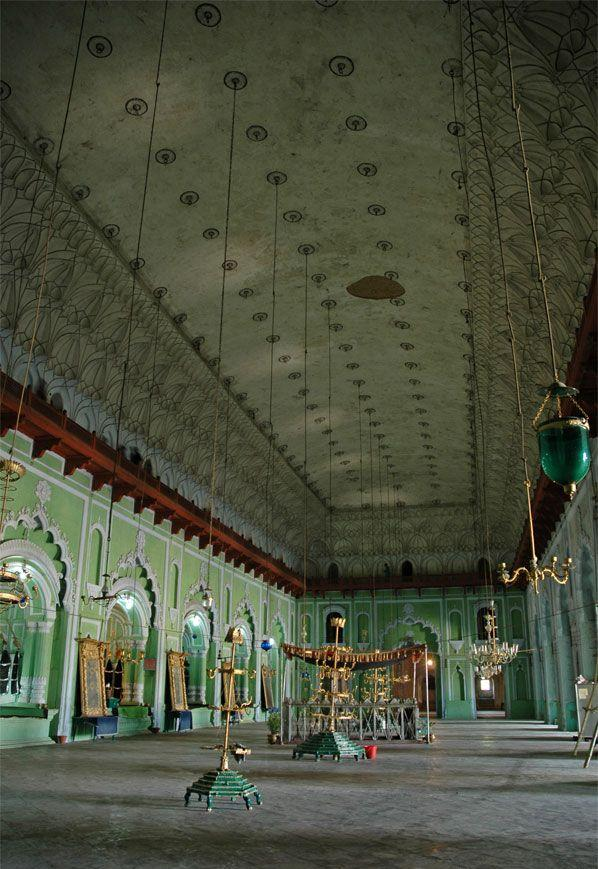
Pièce principale
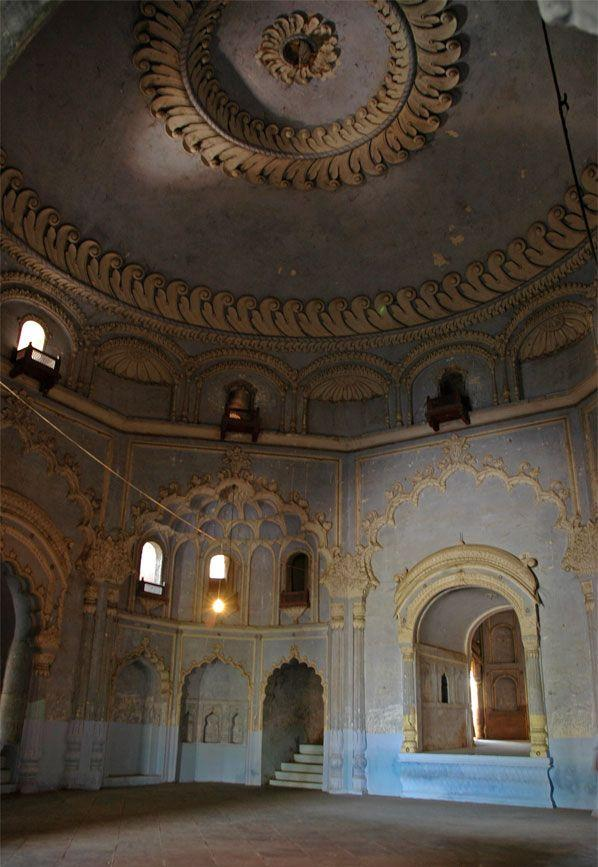
Salle voûtée
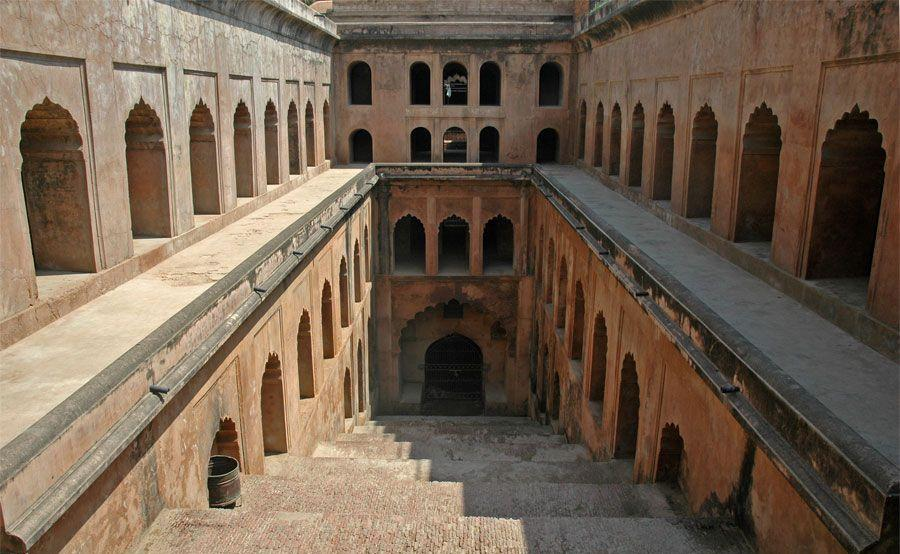
Bhool Bhulaiya
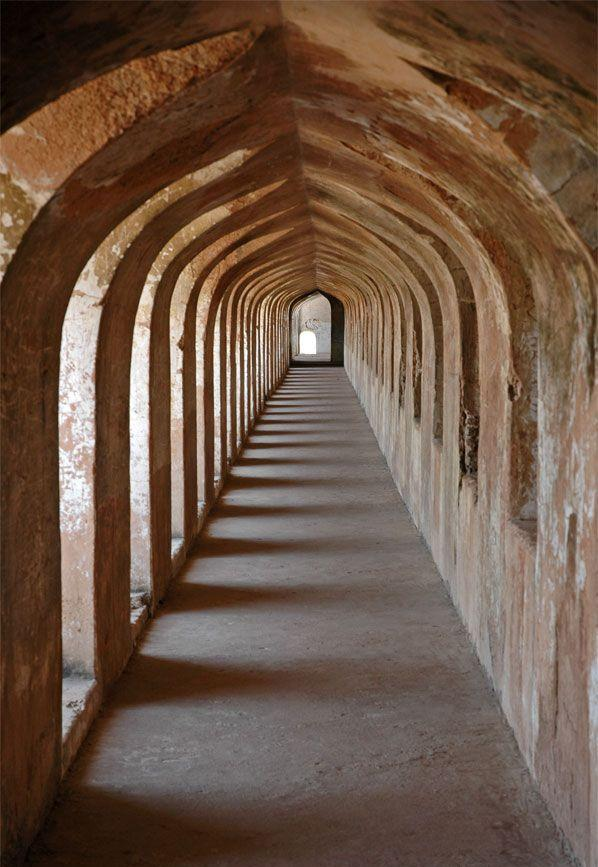
Couloir du labyrinthe
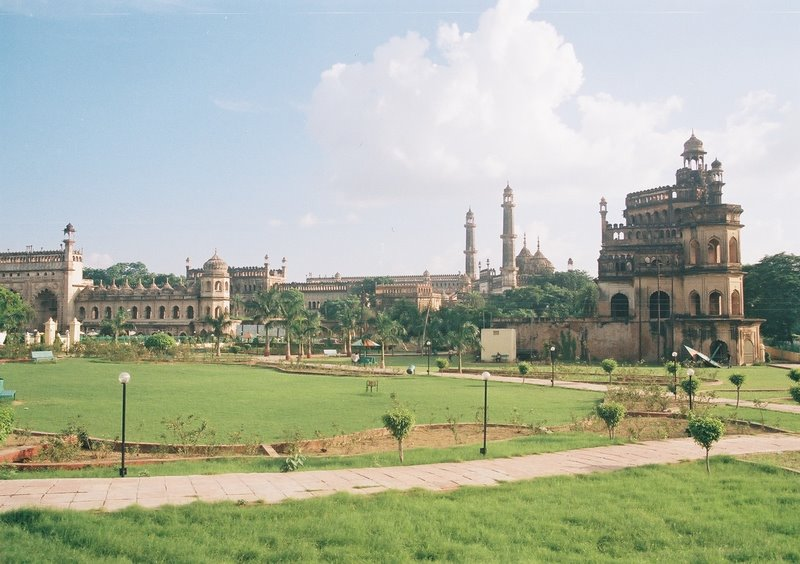
Jardin
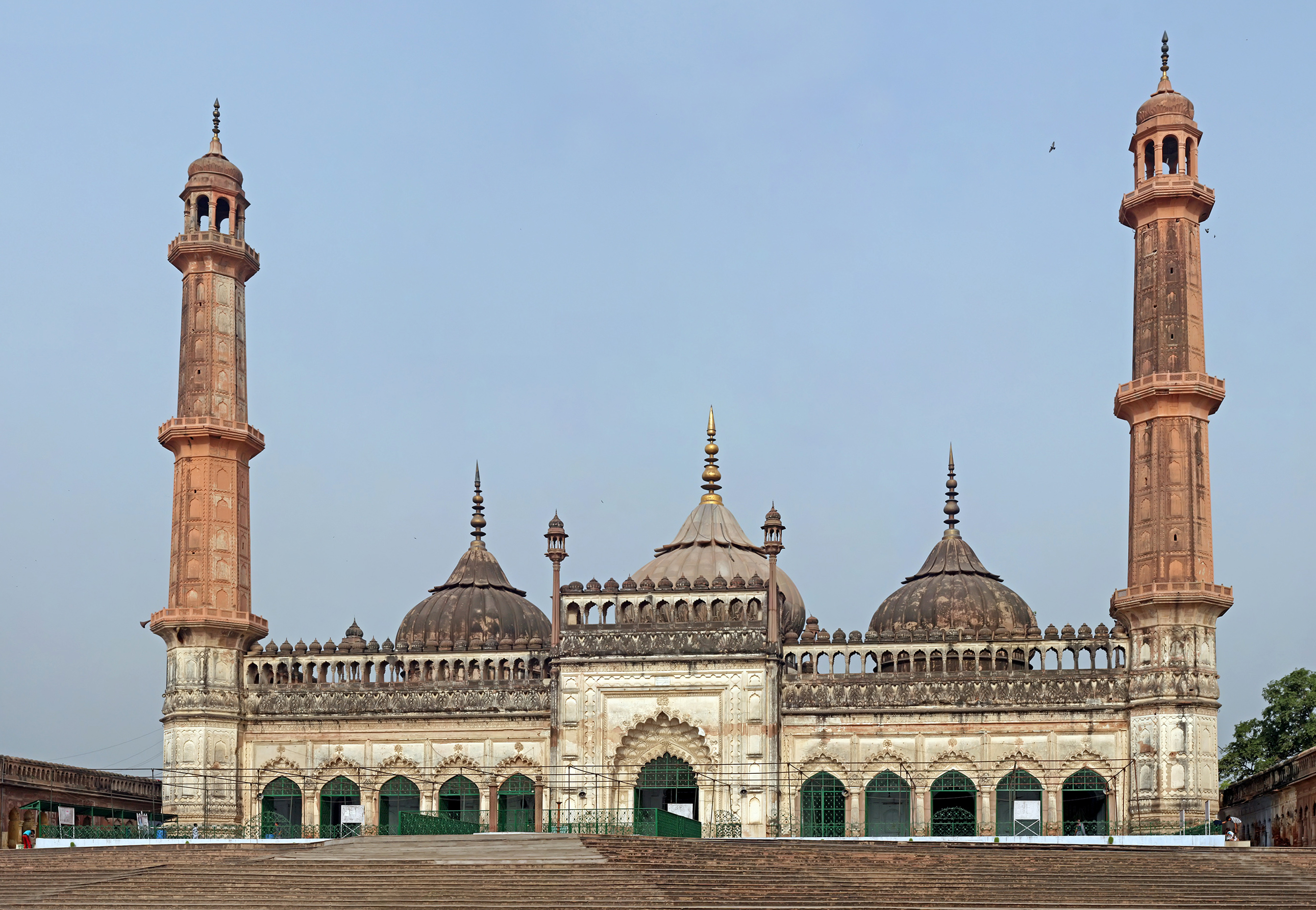
Mosquée Asafi